# Афро-иранцы
Афро-иранцы (перс. ایرانیان آفریقایی‌تبار‎) — проживающие в Иране чернокожие люди африканского происхождения. Большая часть афро-иранцев сосредоточена в провинциях Хормозган, Систан и Белуджистан и Хузестан. Их численность в стране оценивается приблизительно в 1 миллион человек. Они составляют около 15% населения в останах Хормозган, Хузестан и Бушир.

## История
Работорговля в Индийском океане была разнонаправленной и с течением времени менялась. Для удовлетворения спроса на черновой труд чернокожие рабы, захваченные арабскими работорговцами, на протяжении веков в большом количестве продавались в регион Персидского залива, в Египет, Аравию, Индию, на Дальний Восток, на острова Индийского океана и в Эфиопию.
В период правления династии Каджаров многие богатые семьи завозили в качестве рабов чернокожих африканских женщин и детей для выполнения домашних работ. Таким рабским трудом занимались исключительно зинджи – банту-язычные народы, жившие вдоль побережья юго-восточной Африки в районе, примерно соответствующем современным Танзании, Мозамбику и Малави. Тем не менее в 1848 году Мохаммед-шах Каджар под давлением британцев издал фирман, запрещающий работорговлю.